# Setchelliogaster australiensis
Setchelliogaster australiensis är en svampart som beskrevs av G.W. Beaton, Pegler & T.W.K. Young 1985. Setchelliogaster australiensis ingår i släktet Setchelliogaster, ordningen Agaricales, klassen Agaricomycetes, divisionen basidiesvampar och riket svampar.   Inga underarter finns listade i Catalogue of Life.